# Коловоз (община Кукъс)
Коловоз (на албански: Kollovoz) е село в Албания, част от община Кукъс.

## География
Разположено е в Североизточна Албания, в албанската част на областта Гора, в южните склонове на Коритник.

## История
В XIX век Коловоз е горанско село.
След Междусъюзническата война селото попада в Албания. Според Стефан Младенов в 1916 година Коловоз е село, в което се говори албански. Младенов пише:
| „ | В с. Коловоз се говори още и български, а в с. Очиклье се говори и албански, а не само български. Това са значи селата, в които поалбанчването не е още напълно завършено: в Очиклье то е само започнато, а в Коловоз е вече на привършване. | “ |

В рапорт на Сребрен Поппетров, главен инспектор-организатор на църковно-училищното дело на българите в Албания, от 1930 година Коловор е отбелязано като село с 40 къщи албанци мохамедани.
До 2015 година селото е част от община Шищевец.

## Личности
Родени в Коловоз
- Хавзи Нела (1934 – 1988), албански поет, дисидент